# 银锦蛤目
银锦蛤目，又名胡桃蛤目，是双壳纲之下的一個目，皆為海洋生活的小型蛤類軟體動物。

## 分類
本目原是彎錦蛤目的成員，現時獨立出來。本目包括下列兩個總科：
- 銀錦蛤總科（Nuculoidea Gray, 1824）
  - 银锦蛤科（Nuculidae Gray, 1824）：又名栗蛤科。
  - Praenuculidae科 Mcalester, 1969 †
- Sareptoidea總科 Stoliczka, 1870[4][5]：即先前的Pristiglomoidea總科 Sanders and Allen, 1973
  - Sareptidae科 Stoliczka, 1870：即先前的Pristiglomidae科 Sanders and Allen, 1973